# ناپدیدشدگان (فیلم ۲۰۱۲)
The Disappeared
«سر به نیست کردن» (انگلیسی: The Disappeared (2012 film)) فیلمی در ژانر درام است. از بازیگران آن می‌توان به بیلی کمپل، رایان داکت، برایان داونی و... اشاره کرد.

## خلاصه داستان
فیلم داستان ۶ مردی است که در دریایی در اقیانوس اطلس گم شده‌اند و به دنبال راه نجات می گردند.…